# Репетиция на оркестър
„Репетиция на оркестър“ (на английски: Band Drill) е американска късометражна няма комедия от 1894 година на режисьорите Уилям Кенеди Диксън и Уилям Хейс с участието на Франк Болдуин. Филмът е заснет по мотиви от пиесата „Млечнобяло знаме“ на Чарлз Хейл Хойт в лабораториите на Томас Едисън в Ню Джърси.

## Сюжет
Диригентът Стийли Ейърс (Франк Болдуин), облечен в костюм и с шапка на главата, размахвайки палка извежда деветимата членове на духовия оркестър на сцената. Те, също облечени в костюми и с високи шапки на главите, носещи инструментите си се строяват в две редици под зоркия поглед на диригента, който им дава наставления. Докато репетират, всеки от тях свири на собствения си инструмент и мести главата си вляво и вдясно в такт с музиката, а диригентът ги ръководи, размахвайки двете си ръце.

## В ролите
- Франк Болдуин като Стийли Ейърс, диригента на оркестъра[3]